# Európai Magyar Gimnázium

Az Európai Magyar Gimnázium egy középfokú oktatási intézmény volt a németországi Kastlban (Kastl in der Oberpfalz, Bajorország). Az intézmény, eleinte különböző helyszíneken, 1957-től 2006-ig működött.

## Az épület
A gimnáziumnak otthont adó nyolcszáz éves egykori bencés rendi erődkolostor 1942-1945 között náci gyermekláger volt. Heinrich Himmler birodalmi vezető parancsára 181 Szlovéniából elhurcolt árva gyermeket tartottak fogva itt. Az épületek átnevelő tábornak adtak helyet. A gyerekek szüleit mint partizánokat a Szlovéniát megszálló nácik vagy helyben felkoncolták, vagy Auschwitzba deportálták, ahol többségüket megsemmisítették. A várerődöt az amerikai hadsereg szabadította fel.

## Az intézmény
Az 1948-ban alapított Magyar Iskolaegyesület (Ungarischer Schulverein e.V.) a bajorországi Kastl községben 1957-ben hozta létre az egyetlen nyugat-európai nemzetközi magyar gimnáziumot. Ebben a gimnáziumban öt kontinens 22 országából tanultak magyar származású vagy a magyarsághoz valamilyen módon kötődő diákok. 
A német állami és egyházi pénzügyi támogatások mellett a kastli Magyar Gimnázium a diaszpórában élő magyarság áldozatkész pénzügyi és tárgyi adományai révén válhatott egy olyan iskolává, ahol a Nyugat-Európában élő magyar származású diákok százai, összességében három generációja juthatott bajor érettségihez. A mindenhonnan érkező magyar adományok márka százezreiből épült az új oktatási és kollégiumi épületszárny és a leánykollégium eleje.
Az amerikai hadsereg a magyar fiatalok részére alakított ki egy olyan sportpályát, amelyet napjainkban leginkább a német iskolások használnak. A Magyar Iskolabizottság nemzetközi iskolájával a falu legnagyobb munkáltatója volt. Diákjaink, szüleik és az iskola által teremtett idegenforgalom jelentős bevételhez juttatta a falu vállalkozóit.
A magyarság bajorországi gimnáziuma a kommunista diktatúra hatalomrajutása, illetve az 1956-os forradalom leverése után emigrációba kényszerült magyarok és az őket befogadó bajorok és a német szövetségi állam összefogásával jöhetett létre.  Fél évszázad óta a világ számos országában élő magyar családok gyermekei és a magyar kultúra iránt érdeklődő különböző nemzetiségű diákok tanultak együtt ebben az  oktatási intézményben, amelyet, mint az egyetlen nyugat-európai magyar alapítású gimnáziumot tartanak számon. Olyan intézmény, amelyben nem csupán oktattak, hanem emellett mindig a magyar érdekeket szolgáló kulturális-diplomáciai feladatokat is elláttak. 
Az Európai Magyar Gimnázium megszervezésében jelentős szerepe volt az Iskolaalapító Magyar Iskolaegyesület első elnökének, prof. Dr. Ádám Györgynek, a Bajor Érdemrenddel kitüntetett pápai prelátusnak, valamint dr. Galambos Ireneus bencés rendi szerzetesnek, dr. Harangozó Ferenc pápai prelátusnak és dr. Valentiny Géza pápai prelátusnak.